# Los pitufos bomberos
Los pitufos bomberos (en el francés original Les Schtroumpfs pompiers) es una historieta de la serie Los Pitufos creada por Peyo.

## Trayectoria editorial
Apareció originalmente en el número 9 de la revista infantil Schtroumpf!, publicado en julio de 1990.
Al año siguiente, se recopiló en el decimoquinto álbum de la colección, el encabezado por El extraño despertar del Pitufo Perezoso, junto a El tren de los pitufos, El pitufo y su dragón y Un topo entre los pitufos.

## Argumento
Debido a la falta de equipo necesario, los pitufos no consiguen apagar un banco en llamas, así que deciden organizarse como bomberos en caso de un incendio realmente serio. El Pitufo Sastre hace los uniformes, mientras que el Pitufo Manitas construye un vehículo apropiado y una campana de alarma. El Gran Pitufo instala una veleta que, según dice, es mágica. 
Los bomberos se toman su labor muy en serio: apagan el fuego de una chimenea (destruyendo una casa en el proceso), apagan el fuego de la forja del Pitufo Herrero, apagan el fuego de la vela que el Gran Pitufo acaba de encender y hasta apagan el poema del Pitufo Poeta a la Pitufina porque dice que su amor es una llama. Sin embargo, no pueden apagar el fuego de un asado porque está justo afuera de la Aldea Pitufa, así que está más allá de su supervisión. El brujo Gargamel huele el asado y trata de seguirlo hasta la aldea, pero fracasa y, enojado, prende fuego al bosque. Mientras los pitufos bomberos tratan de apagar el incendio, el Gran Pitufo usa la veleta mágica para hacer viento que envía el fuego hacia Gargamel y luego algo de lluvia para apagar el incendio. Un pitufo le pregunta al Gran Pitufo quién le dio la veleta mágica y responde que fue un tal Eolo.